# Друковане видання
Вида́ння — основний вид опублікованого, друкованого, поліграфічного документа. Це документ, призначений для поширення в ньому інформації, що пройшов редакційно-видавничу обробку, отриманий друкуванням або тисненням, поліграфічно самостійно оформлений, має вихідні відомості.

## Загальна характеристика
До друкованих видань можуть бути зараховані всі документи, випущені за планами видавництв або позапланово, на основі договорів з авторами, будь-якими способами поліграфічного друку.
Сучасне друковане видання має ISSN або ISBN.
Розрізняють видання на крейдованому папері, глазурованому, книжково-журнальному, на папері машинної гладкості.
Видання відрізняється від інших видів документів своєю конструкцією, специфікою оформлення та поліграфічного виконання. Набір типових конструктивних елементів видання, а також вимоги до його оформлення регламентовані спеціальними стандартами. У той же час, конструкція кожного виду видання залежить від цільового і читацького призначення, характеру інформації і може конкретизуватися. Основну частину видань становлять текстові видання, зміст яких передається знаками природної мови.
Друковане видання — видання, яке видається в друкованому вигляді тобто, віддруковане на папері тим чи іншим способом.

## Типи
- газети
- журнали
- альманахи
- збірники
- бюлетені
- Ліфлет